# Воротынская улица (Москва)
Вороты́нская улица — улица в Северо-Западном административном округе Москвы, в районе Куркино.

## Происхождение названия
Улица получила своё название 3 июля 2001 года в честь владельца села Куркино в XVII веке — воеводы, князя Ивана Алексеевича Воротынского, двоюродного брата царя Алексея Михайловича.

## Описание
Улица начинается от Новокуркинского шоссе и заканчивается недалеко от Захарьинской улицы, переходя в Соколово-Мещерскую улицу. Слева к Воротынской улице примыкает Ландышевая улица, а справа — улица Соловьиная Роща.

## Примечательные здания и сооружения

### По чётной стороне
- № 12Ас1  — Школа № 1985, дошкольное отделение
- № 12к2 — Школа № 2005, дошкольное отделение
- № 14 — Церковь Георгия Победоносца

### По нечётной стороне
- № 31 — Школа № 1985, дошкольное отделение

## Общественный Транспорт
По улице ходят автобусы № 324/№ 359/№ 358 (городские) и № 42 (областной), а также маршрутное такси № 980.